# Wadi Haddad
Wadi Haddad (Safed, 1927 - Berlín, 8 de març de 1978), també conegut com a Abu Hani, va ser un líder palestí i militant del Front Popular per a l'Alliberament de Palestina. Va ser l'encarregat d'organitzar diversos segrestos aeris en suport de la causa palestina als anys 1960 i 1970.

## Biografia
Haddad era fill de pares cristians palestins. Durant la guerra araboisraeliana de 1948, la casa de la seva família va ser destruïda i la seva família va haver d'exiliar-se al Líban. Va estudiar Medicina a la Universitat Americana de Beirut, on va conèixer un altre refugiat palestí, George Habash. Junts van ajudar a fundar el Moviment dels Nacionalistes Àrabs (MNA), un grup panarabista i socialista àrab amb l'objectiu de crear l'Estat de Palestina i unir els països àrabs.
Després de graduar-se es va traslladar amb Habash, llavors ja pediatra, a Amman, la capital de Jordània, on van obrir una clínica. Va treballar per l'Agència de les Nacions Unides per als Refugiats de Palestina al Pròxim Orient el 1956, però a causa del seu activisme nacionalista palestí va ser arrestat per les autoritats jordanes el 1957. El 1961, va aconseguir fugir a Síria. Haddad va defensar la lluita armada contra l'Estat d'Israel a partir de 1963 i va aconseguir militaritzar l'MNA.
Després de la Guerra dels Sis Dies de 1967, l'ala palestina de l'MNA es va transformar en el Front Popular per a l'Alliberament de Palestina (FPAP), una formació marxista, sota el lideratge d'Habash. Haddad va esdevenir el líder del braç militar del grup, involucrant-se en l'organització d'atacs contra objectius israelians. Va ajudar a planificar el primer segrest aeri el 1968 d'un avió d'Israel Airlines malgrat les crítiques contra l'FPAP de l'Organització per l'Alliberament de Palestina.
Els segrestos de Dawson's Field de 1970, quan membres del FPAP com Leila Khaled van portar tres avions de passatgers a Jordània, van ajudar a provocar els sagnants combats del Setembre Negre de Jordània. A Haddad se li va prohibir organitzar atacs contra objectius no israelians després de l'expulsió de l'Organització per a l'Alliberament de Palestina (OAP) de Jordània però Haddad va desafiar la prohibició organitzant la Front Popular per a l'Alliberament de Palestina - Operacions Exteriors (FPAP-OE) i va sol·licitar l'ajuda d'organitzacions no pertanyents al FPAP, com ara l'Organització Abu Nidal, les Cèl·lules Revolucionàries (RZ) d'Alemanya Occidental i Ilich Ramírez Sánchez, més conegut com Carlos el Xacal, a qui havia conegut l'any 1970 i format en tècniques de guerrilla. Haddad fou expulsat del PFLP en 1973.
Haddad va decidir expulsar Sánchez del seu equip quan aquest va ser acusat de negar-se a matar dos ostatges i de robar diners del rescat, després de l'assalt a la seu de l'Organització de Països Exportadors de Petroli a Viena el 1975. Haddad també va organitzar l'segrest d'Entebbe el juny de 1976.
Haddad va morir el 28 de març de 1978 a la República Democràtica Alemanya a causa d'una leucèmia. Segons altres versions va morir enverinat pel Mossad. Això no obstant, documents d'oficials d'intel·ligència estatunidencs filtrats per WikiLeaks el 2012 van desmentir aquesta teoria.
Una carta del president del KGB, Iuri Andrópov, al cap d'estat Leonid Bréjnev sobre la transferència d'armes a l'FPAP es refereix a Haddad com un «agent d'intel·ligència del KGB de confiança». La carta i dos documents classificats de l'arxiu del Comitè Central del Partit Comunista de la Unió Soviètica van ser localitzats i copiats en secret pel dissident soviètic Vladímir Bukovski el 1992.

## Filmografia
- L'advocat del terror (Barbet Schroeder, 2007)